# Dolichoderus pustulatus
Dolichoderus pustulatus é uma espécie de formiga do gênero Dolichoderus.

## Descrição
A espécie geralmente é encontrada entre altitudes de 0 a 262 metros.